# Federazione di baseball e softball di Haiti
La Federazione haitiana di baseball e softball (fra. Association Haïtienne de Baseball et de Softball) è un'organizzazione fondata per governare la pratica del baseball e del softball ad Haiti.
Organizza il campionato maschile e di softball femminile, e pone sotto la propria egida la nazionale maschile e di softball femminile.